# Chaerephon bregullae
Chaerephon bregullae é uma espécie de morcego da família Molossidae. Pode ser encontrada em Fiji e Vanuatu.